# 微软Lumia 535
微軟Lumia 535发表于2014年11月11日。搭载含Lumia Denim的Windows Phone 8.1。这是微软推出的第一部冠名为Microsoft的Lumia手机。其最注目功能之一是5百萬像素前置镜头。

## 參照
1. ↑  .   [2014-11-11]. （原始内容存档于2014-07-19）.